# Откровење
Откровење или објава (грч. Ἀποκάλυψις апокалипсис - подизање вела) је деловање којим Бог открива себе створеноме свету. Божанско откривање не треба да се схвати само као саопштавање учења, јер се Бог открива и преко дела, догађаја, знакова и чуда.
Грчка реч апокалипса се данас најчешће користи у значењу смак света.

## Објава у хришћанству
У хришћанству се веома рано јавио проблем односа нових објава према објави која је дана по Исусу Христу и у апостолско доба. Католичка теологија је много касније терминолошки фиксирала говор о службеној (јавној) објави, која је за све вјернике обавезна, али која је закључена »смрћу задњега апостола«, и приватној објави, која је увијек могућа, али не може бити опћеобвезатна.

## Дијалог откривења
У раном хришћанству је био посебно популаран књижевни жанр тзв. дијалог откривења, који се разликује од платонског дијалога, у којем се до рађања знања долази поступно, кроз конверзацијски процес аргумента, протуаргумента и разјашњења. Дијалог откривења, пак, слиједи књижевну форму звану eratapokriseis („питања и одговори”), у којем су искушеници откривали истину од духовног ауторитета у облику катехетских одговора на актуелна питања.
Дијалоге откривења налазимо у многим паганским херметичким, и гностичким кршћанским текстовима, укључујући и многе из збирке Наг Хамади (Иванов апокриф, Софија Исуса Христа, Расправа о Осмом и Деветом, Дијалог Спаситеља, Петрова посланица Филипу). Ти дијалози су обично смјештени у временски оквир између Исусовог ускрснућа и узашашћа, када се Спаситељ на земљи указао у свом правом божанском облику, тако да су и он и његов наук изабраним апостолима доступни у облику с којег је подигнут облак материјалнога, који - сматрало се - замућује духовни значај његова параболичног земаљског наука прије ускрснућа. Овај посебан наук може бити појашњење његовог мање јасног земаљског наука, или чак ново откривење одређеним апостолима.